# Stallhof (Dresden)

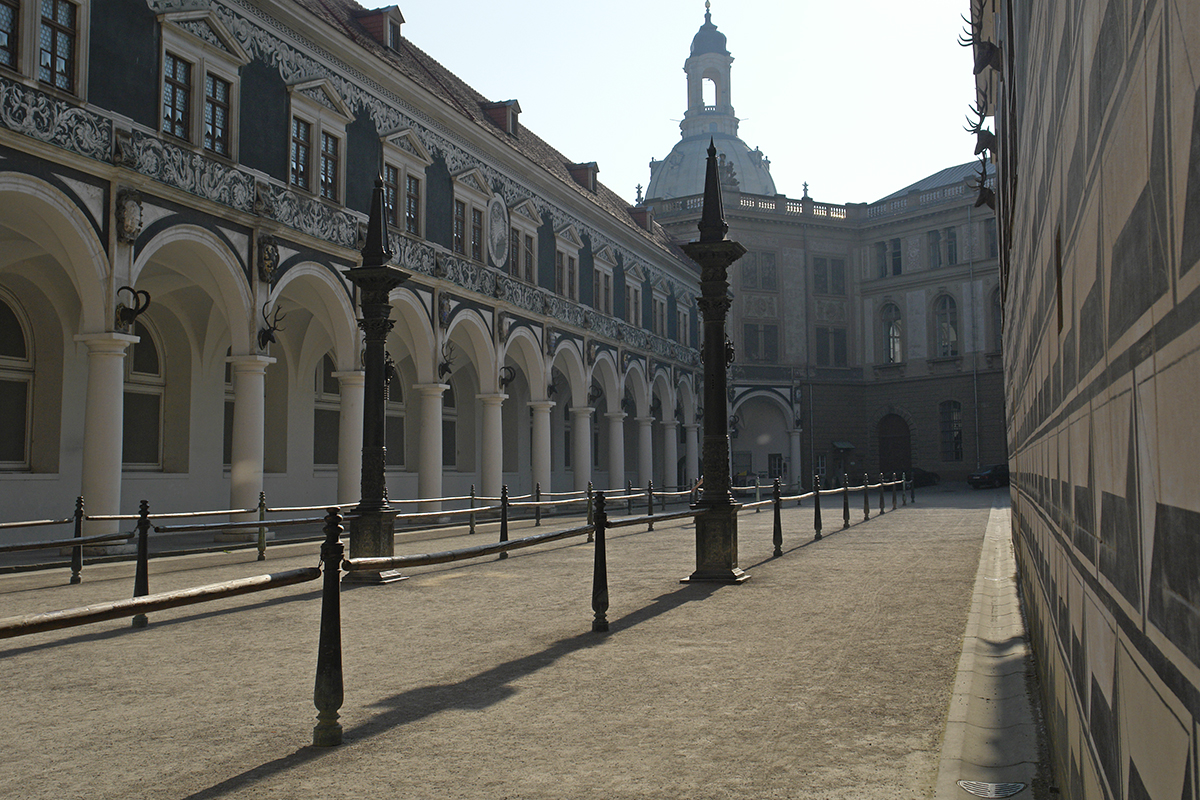
Links der „Lange Gang“ und mittig die Ringstechsäulen auf dem ehemaligen Ringstechgelände.

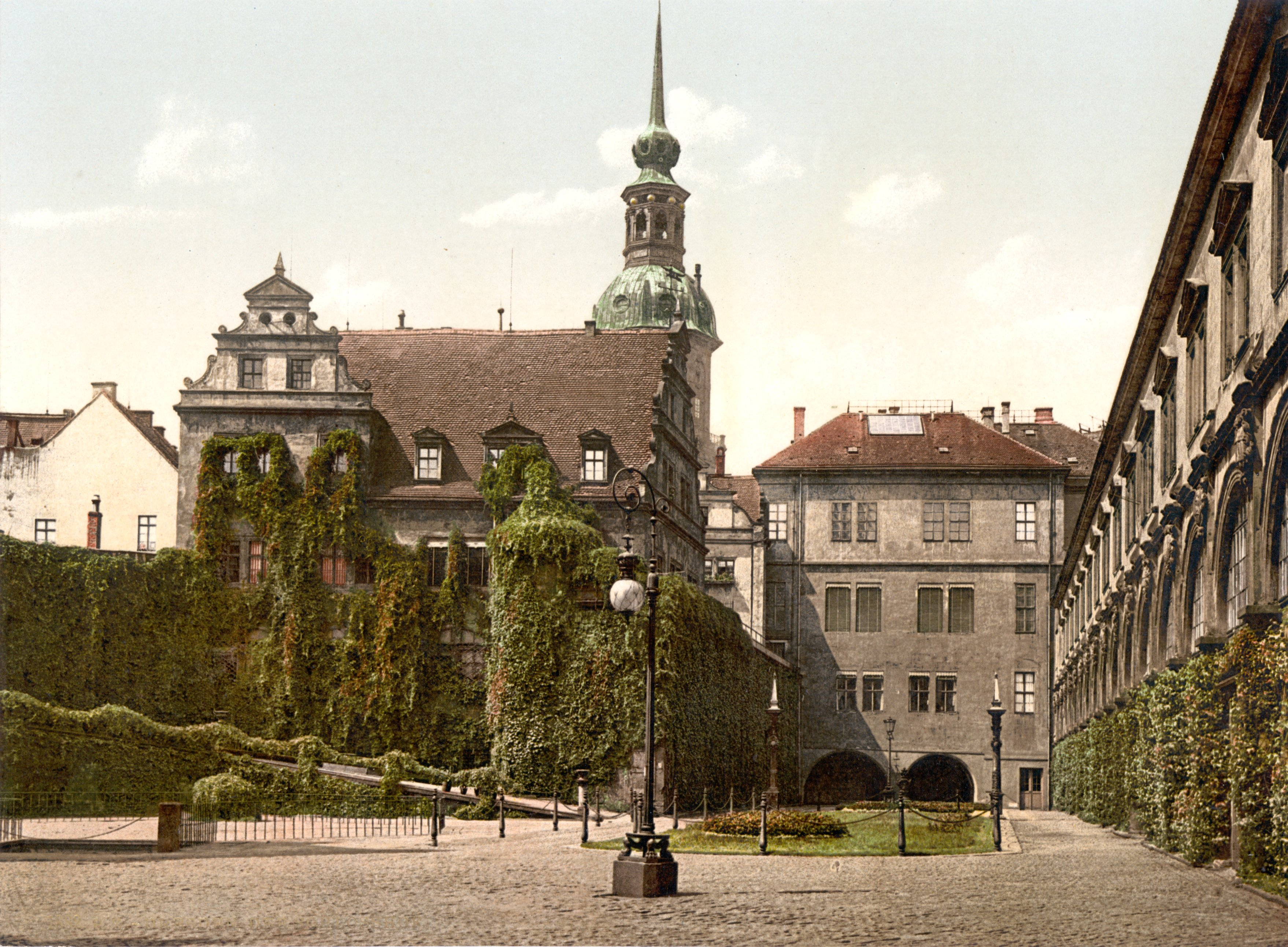
Der Stallhof um 1900

Der Stallhof in Dresden gehört zum Baukomplex des Residenzschlosses und diente als Schauplatz für Ringstechen, Fuchsprellen und ab dem 18. Jahrhundert auch Märkten. Erbaut wurde der Stallhof ab 1586 für Kurfürst Christian I. als Vorhof zu seinem prachtvollen Kurfürstlichen Stallgebäude.
Die Renaissance-Anlage stellt den ältesten in der originalen Ausgestaltung erhaltenen höfischen Ringstechplatz der Welt dar. Heute wird der Stallhof für kulturelle Veranstaltungen wie den mittelalterlichen Weihnachtsmarkt genutzt.

## Geschichte

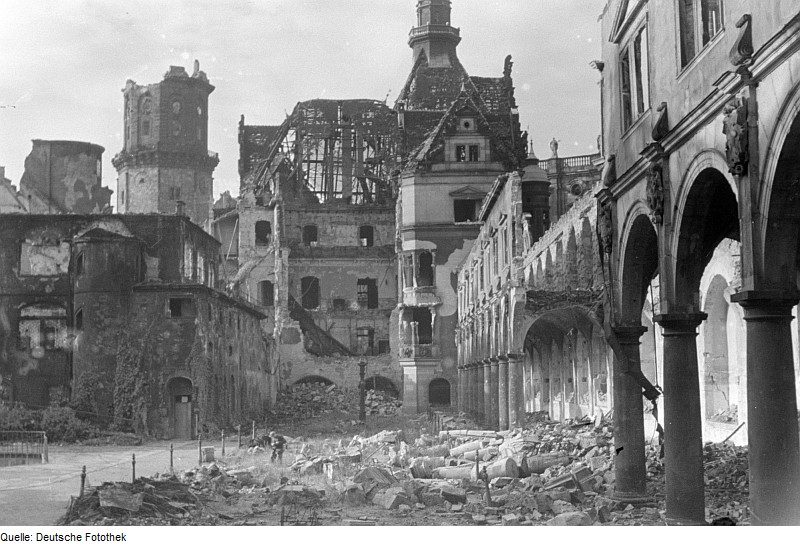
Zerstörter Stallhof nach 1945

Der Stallhof wurde 1586 oder spätestens 1587 begonnen und 1591 fertig gestellt. Er wird vom Stallgebäude (heute Johanneum), dem älteren Kanzleigebäude und dem Langen Gang geschaffen, die ihn umrahmen. Architekt des Stallgebäudes und des Langen Gangs war Paul Buchner nach Anregungen aus Italien, wie etwa der Piazza von Vigevano bei Mailand. Wer die künstlerischen Anregungen lieferte, Carlo Theti, Rocco di Linari oder Giovanni Maria Nosseni ist nicht mehr festzustellen.
Für die Schaffung des Stallhofs wurde ein früheres Stallgebäude aus dem Jahr ca. 1570 von Rocco di Linari sowie eine größere Anzahl Bürgerhäuser abgerissen.
Bereits unmittelbar nach der Fertigstellung wurde der Dresdner Kurfürstliche Stall und sein Stallhof (auch als Rennbahn oder Stallbahn bezeichnet) von vielen Seiten gerühmt. Bis in die Mitte des 18. Jahrhunderts war der Stallhof Schauplatz höfischen Vergnügens mit Ringstechen, Fuchsprellen und Hetzjagden. Die ersten Ringstechen wurden dabei in voller Ritterrüstung geritten, um die Sache 'schwieriger' zu machen. Scharfrennen fanden im Stallhof nicht statt, da Christian I. bereits vollständig zur neueren Reitkunst übergegangen war.
Unter den Arkaden des Langen Gangs zur Innenseite des Stallhofs hin befanden sich ursprünglich Pferdebilder im Stil der Renaissance, vielleicht nach Stradanus oder Antonio Tempesta. Alle umgebenden Gebäude waren in Sgraffiti oder Grisaille bemalt.
Im vorderen Teil des Hofs befindet sich eine Pferdeschwemme zum Waschen der Pferde. Die dort einst befindliche Mole existiert nicht mehr. Ursprünglich war ein lebender Bär an der Schwemme angekettet. Später baute man das Löwenhaus an.
Nachdem die Bilder und Bemalungen im Lauf der Zeit verblasst waren, wurde der Arkadengang des Langen Gangs zugemauert, der Hof gepflastert und ein Park eingefügt. Erst im Laufe der Rückbesinnung under König Johann von Sachsen wurde nach und nach eine Restaurierung unternommen. 1930 wurde sodann – fälschlicherweise – ein Scharfrennen nachgebildet. Hierzu benutzte man allerdings moderne Militärpferde.
Die Luftangriffe auf Dresden im Februar 1945 beschädigten den Stallhof schwer. Mit dem Wiederaufbau wurde 1957 begonnen. Dabei wurden von 1972 bis 1979 auch die vor dem Krieg nicht mehr vorhandenen Bildwerke von Zacharias Wehme und Heinrich Göding wieder an die Außenfassade des „Langen Ganges“ angebracht. Die Instandsetzung und Restaurierung des Bauwerks war im Äußeren 1984 weitgehend abgeschlossen. Seitdem dauern weitere Baumaßnahmen an. So wurden Teile der alten Stallhofmauer und das 1567 von Hans Irmisch errichtete Kanzleihaus rekonstruiert. Seit 2021 ist der Galerieraum im Obergeschoss in Anlehnung an die alte Funktion als Gewehrgalerie als Rekonstruktion wiederhergestellt. Er ist nun als Teil der Rüstkammer der Staatlichen Kunstsammlungen Dresden zugänglich.

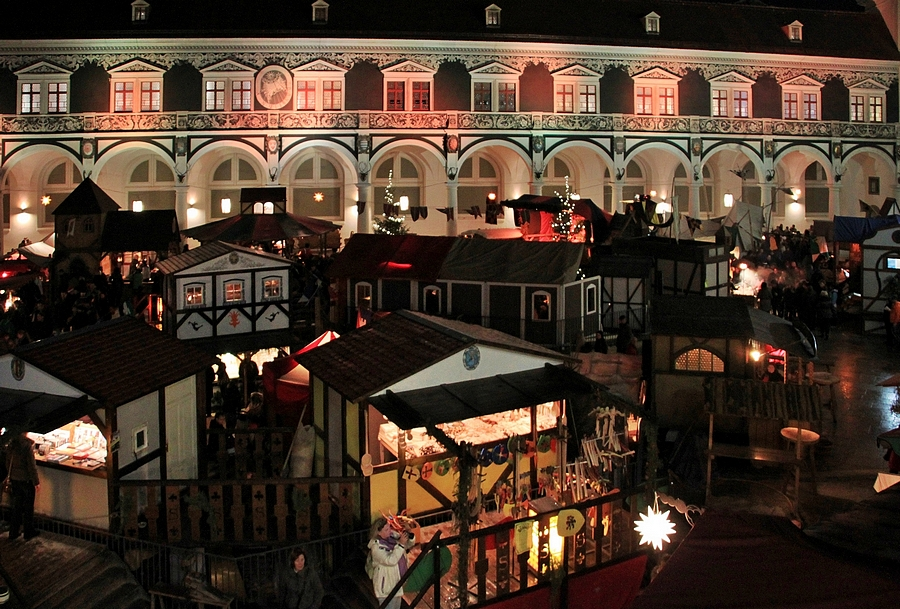
Mittelalterlicher Weihnachtsmarkt im Stallhof (2011)

Ein Brand am Morgen des 17. Dezember 2007 vernichtete zehn Stände des zu dieser Zeit gerade stattfindenden mittelalterlichen Weihnachtsmarkts. Dabei wurde auch die restaurierte Schlossfassade am Stallhof beschädigt.

## Bauwerk

### Langer Gang
Der „Lange Gang“ verbindet den Georgenbau mit dem Stallgebäude (heute Johanneum) und war einst der Zuschauerraum für die höfischen Turniere und Hetzjagden. Innen befindet sich im Erdgeschoss eine offene Bogenhalle mit einer Arkadenreihe aus 20 toskanischen Säulen. Oberhalb der Säulen sind die Wappen der Lande unter wettinischer Herrschaft zu sehen. Äußerlich ist der Gang mit einer Sgraffito-Malerei verziert. In der Mitte ist eine Sonnenuhr angebracht. Diese entstand im Jahr 1568 und wurde 1976 durch Gunter Herrmann nach historischem Vorbild restauriert. Bei der Uhr handelt es sich um eine Vertikaluhr mit römischen Zahlen, Angaben zur ungefähren Uhrzeit, Monatsangaben und den Tierkreiszeichen. Berechnet wurden die Angaben durch den Stralsunder Ernst Dambeck. Auf der Außenseite des Ganges ist der Fürstenzug angebracht.
Unter den Arkaden befanden sich ursprünglich Darstellungen von Pferden und – wahrscheinlicherweise – Schlachten. Letztere waren bereits früh durch eine Klappe geschützt. Vorbild der Pferde waren wohl Bilder aus dem Equile des Stradanus oder aber Bilder von dessen Schüler, Antonio Tempesta.
Im Inneren des „Langen Ganges“ befindet sich im Obergeschoss der „Lange Saal“, der bis zur Zerstörung 1945 eine bedeutende Ahnengalerie der Wettiner beherbergte. Ab 1731 war in diesem Raum zusätzlich die Gewehrgalerie Augusts des Starken untergebracht, die er nach dem Vorbild von Ludwig XIV. einrichten ließ. Daraus ging später die Abteilung der Feuerwaffen in der Rüstkammer hervor. Beim Umbau des Georgenbaus für die 800-Jahr-Feier des Hauses Wettin im Jahr 1901 wurde der Lange Gang auf die heutige Länge von etwa 100 Meter verkürzt. Mit der letzten Rekonstruktion wurde die bemalte Renaissancedecke wiederhergestellt und Reste der Renaissancemalerei in den Fensternischen gesichert. Während viele der ursprünglichen Ahnenbilder vermisst bleiben, wurden ihnen nachgebildete Gemälde von der festung Königstein und verbleibende Originale wieder ausgestellt.

### Hof

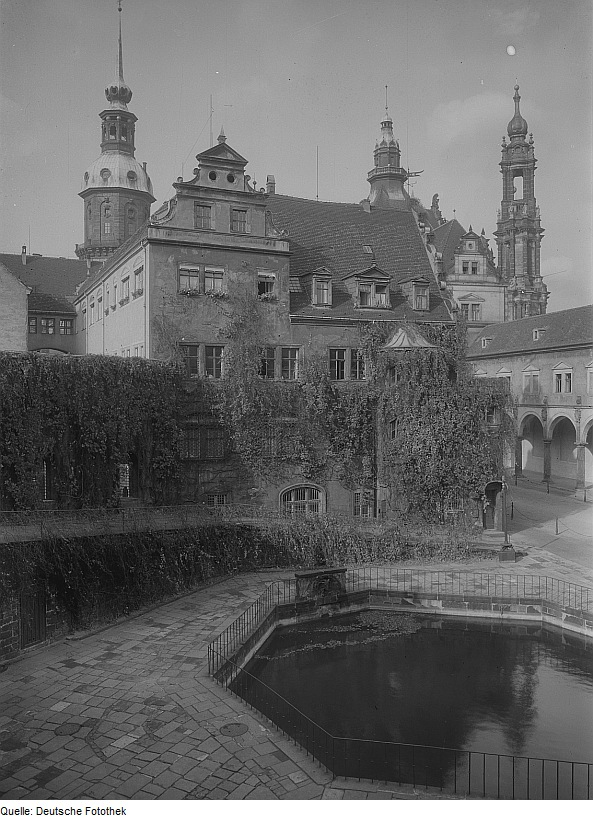
Zustand der Pferdeschwemme vor 1945

Auf dem Gelände des Innenhofes befinden sich die beiden 6,10 Meter hohen bronzenen Ringstechsäulen, die einst zum Ringstechen dienten.
Vollständig erhalten geblieben sind 13 der 34 Pilare (Säulen), die das ehemalige Ringstechgelände begrenzten. Sie wurden 1591 von Merten Hilger gegossen.
Im Innenhof befindet sich die 1586/1588 von Paul Buchner geschaffene Pferdeschwemme. Das achteckige Sandsteinbecken hat eine Breite von 15,75 Meter und eine Tiefe von 1,77 Metern. An der westlichen Stirnseite speit ein Widderkopf Wasser und an der östlichen offenen Stirnseite stehen zwei Sandsteinsäulen. Ursprünglich befand sich dort eine Samsonfigur und in der Mitte eine Art Mole.

### Außenseite des Langen Gangs
Der Fürstenzug befindet sich an der Außenwand des Stallhofes am Schlossplatz. Das 102 Meter lange Wandbild stellt die Geschichte des sächsischen Herrschergeschlechtes des Fürstenhauses Wettin als überlebensgroßen Reiterzug auf rund 23.000 Meißner Porzellanfliesen dar.